# Jaroslav Ledl
Jaroslav Ledl, též Jaroslav Lédl (23. dubna 1892 Podivín – 27. prosince 1974), byl český a československý politik Komunistické strany Československa, poslanec Prozatímního a Ústavodárného Národního shromáždění a Národního shromáždění ČSR.

## Biografie
Pocházel ze zámožné rolnické rodiny v Podivíně. Jako jediný potomek starého selského rodu pak zdědil hospodářství o výměře 20 hektarů. Narodil se jako katolík. Později roku 1913 oznámil vystoupení z církve a prohlásil se za bezkonfesijního. Po absolvování měšťanské školy vystudoval zemědělskou školu. Za první světové války byl tlumočníkem v zajateckém táboře. Za pomoc zajatcům byl až do konce války vězněn. Pak byl členem Československé strany národně socialistické. Později z ní vystoupil. Od roku 1928 byl členem KSČ a organizoval její činnost v Podivíně. V parlamentních volbách roku 1935 neúspěšně kandidoval za KSČ.
Za Protektorátu se podílel na odboji a byl krátce vězněn. V roce 1946 je uváděn jako rolník z Podivína a předseda místního Jednotného svazu českých zemědělců.
V letech 1945-1946 byl poslancem Prozatímního Národního shromáždění za KSČ (respektive jako reprezentant Jednotného svazu českých zemědělců). Poslancem byl do parlamentních voleb v roce 1946. Po nich se stal poslancem Ústavodárného Národního shromáždění, opět za KSČ. Ve volbách do Národního shromáždění roku 1948 se stal poslancem Národního shromáždění za KSČ zvoleným ve volebním kraji Zlín. Mandát získal i v parlamentních volbách v roce 1954, kdy byl zvolen ve volebním kraji Uherské Hradiště II. V parlamentu setrval do voleb v roce 1960.
Na VIII. sjezdu KSČ a IX. sjezdu KSČ byl zvolen náhradníkem Ústředního výboru Komunistické strany Československa, členem ÚV KSČ se stal k 18. prosinci 1952 a potvrzen byl na X. sjezdu KSČ. V roce 1955 mu byl udělen Řád republiky, a v roce 1962 Řád Klementa Gottwalda.
K roku 1954 se profesně uvádí jako tajemník Krajského výboru KSČ v Gottwaldově.